# Vieu-d'Izenave

Vieu-d'Izenave este o comună în departamentul Ain din estul Franței.